# Danuta Urbanik
Danuta Urbanik (ur. 24 grudnia 1989) – polska lekkoatletka, specjalistka od średnich i długich dystansów, olimpijka.

## Kariera
W 2007 zdobyła w Toro srebrny medal mistrzostw Europy w biegach przełajowych w rywalizacji juniorek. Czwarta zawodniczka młodzieżowych mistrzostw Europy (Ostrawa 2011). W 2016 zajęła 9. miejsce w biegu na 1500 metrów podczas halowych mistrzostw świata.

## Osiągnięcia krajowe
- złoty medal halowych mistrzostw Polski w biegu na 1500 metrów (Spała 2011)
- brązowy medal halowych mistrzostw Polski w biegu na 800 metrów (Spała 2011)
- wicemistrzostwo Polski w biegu na 800 metrów (Bydgoszcz 2011)
- złoto na 1500 metrów i  brąz na 800 metrów podczas halowych mistrzostw Polski (Spała 2013)
- wicemistrzostwo Polski w biegu na 1500 m (Toruń 2013)
- srebro na 1500 metrów podczas halowych mistrzostw Polski (Sopot 2014)
- brązowy medal na 1500 metrów podczas mistrzostw Polski (Szczecin 2014)
- brąz na 1500 metrów podczas mistrzostw Polski (Kraków 2015)
- złote medale na 800 i 1500 metrów podczas halowych mistrzostw Polski (Toruń 2016)

## Rekordy życiowe
| Konkurencja                | Rezultat | Data             | Miejsce  | Uwagi |
| -------------------------- | -------- | ---------------- | -------- | ----- |
| Bieg na 600 metrów         | 1:30,12  | 2 września 2012  | Rzeszów  |       |
| Bieg na 800 metrów         | 2:00,84  | 25 czerwca 2011  | Szczecin |       |
| Bieg na 1000 metrów        | 2:38,00  | 28 lipca 2016    | Sopot    |       |
| Bieg na 1500 metrów        | 4:06,58  | 29 czerwca 2016  | Turku    |       |
| Bieg na 3000 metrów        | 9:54,68  | 28 września 2008 | Rzeszów  |       |
| Bieg na 800 metrów (hala)  | 2:03,36  | 22 lutego 2014   | Sopot    |       |
| Bieg na 1000 metrów (hala) | 2:41,08  | 26 stycznia 2014 | Spała    |       |
| Bieg na 1500 metrów (hala) | 4:09,41  | 18 marca 2016    | Portland |       |